# كريغ أيه ميلر
كريغ أيه ميلر (بالإنجليزية: Craig A. Miller)‏ مواليد 18 أكتوبر 1962 في نيوساوث ويلز، هو لاعب كرة مضرب أسترالي سابق وكان يلعب باليد اليمنى. أعلى تصنيف له في الفردي كان المركز الـ 102 في سنة 1983. أعلى تصنيف له في الزوجي كان المركز الـ 64 في سنة 1984.

## النهائيات

### الزوجي: (2)
| الرقم | السنة | الدورة            | الأرضية | الشريك       | المنافس في النهائي       | النتيجة في النهائي |
| ----- | ----- | ----------------- | ------- | ------------ | ------------------------ | ------------------ |
| 1.    | 1981  | بريزبان، أستراليا | عشبية   | كريس جونستون | براد درويت وارن ماهر     | 6–4, 7–5           |
| 2.    | 1982  | طوكيو، اليابان    | ترابية  | بات كاش      | بروس درلين ديفيد ماستارد | 6–2, 6–2           |

## روابط خارجية
- كريغ أيه ميلر على موقع رابطة محترفي التنس (الإنجليزية)
- كريغ أيه ميلر على موقع الاتحاد الدولي لكرة المضرب (الإنجليزية)
- كريغ أيه ميلر على موقع خلاصة التنس.كوم (الإنجليزية)